# Spalt
Spalt is een plaats in de Duitse deelstaat Beieren, gelegen in het Landkreis Roth. De stad telt 5.087 inwoners.

## Geografie
Spalt heeft een oppervlakte van 55,8 km² en ligt in het zuiden van Duitsland.

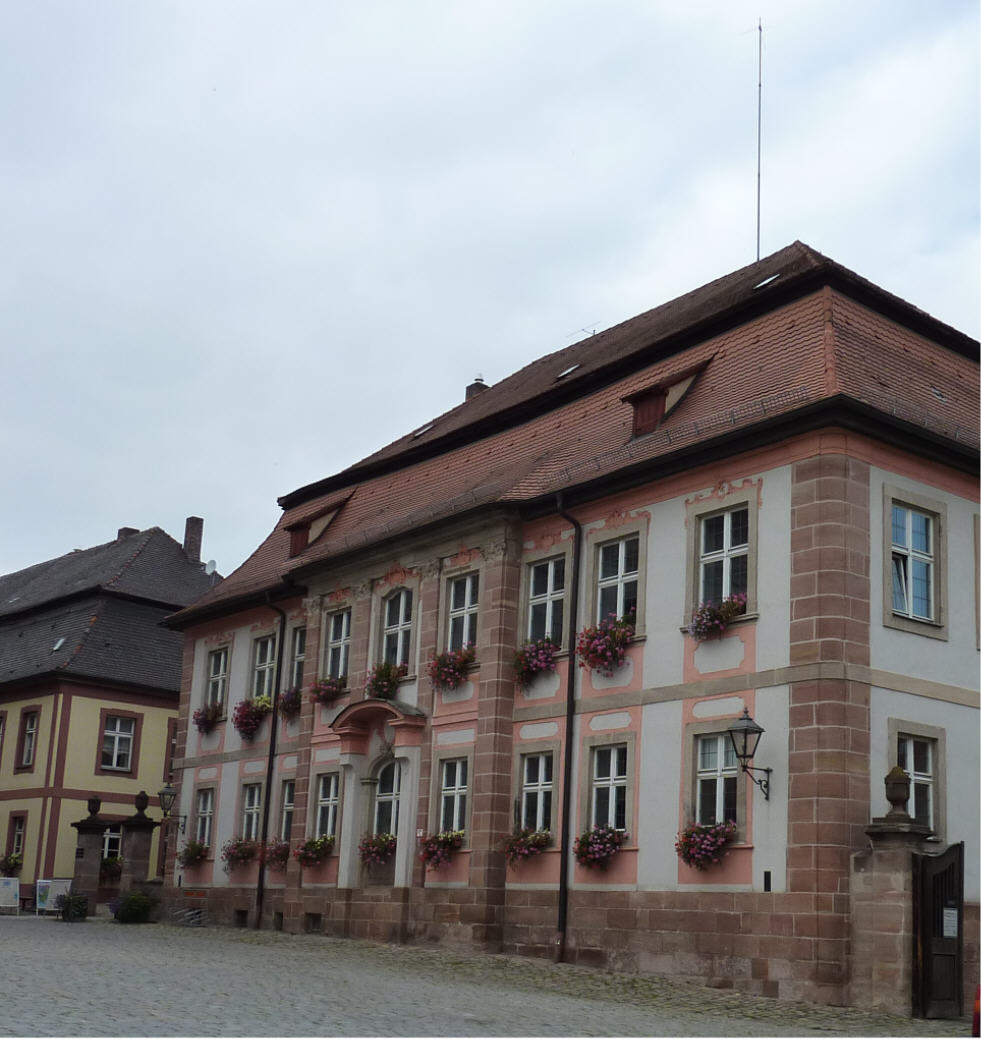
Rathaus

Het stadje Spalt is bekend wegens de verbouw van hop en het bierbrouwersambacht. In het 15e-eeuwse Kornhaus is een bier- en hopmuseum gevestigd.

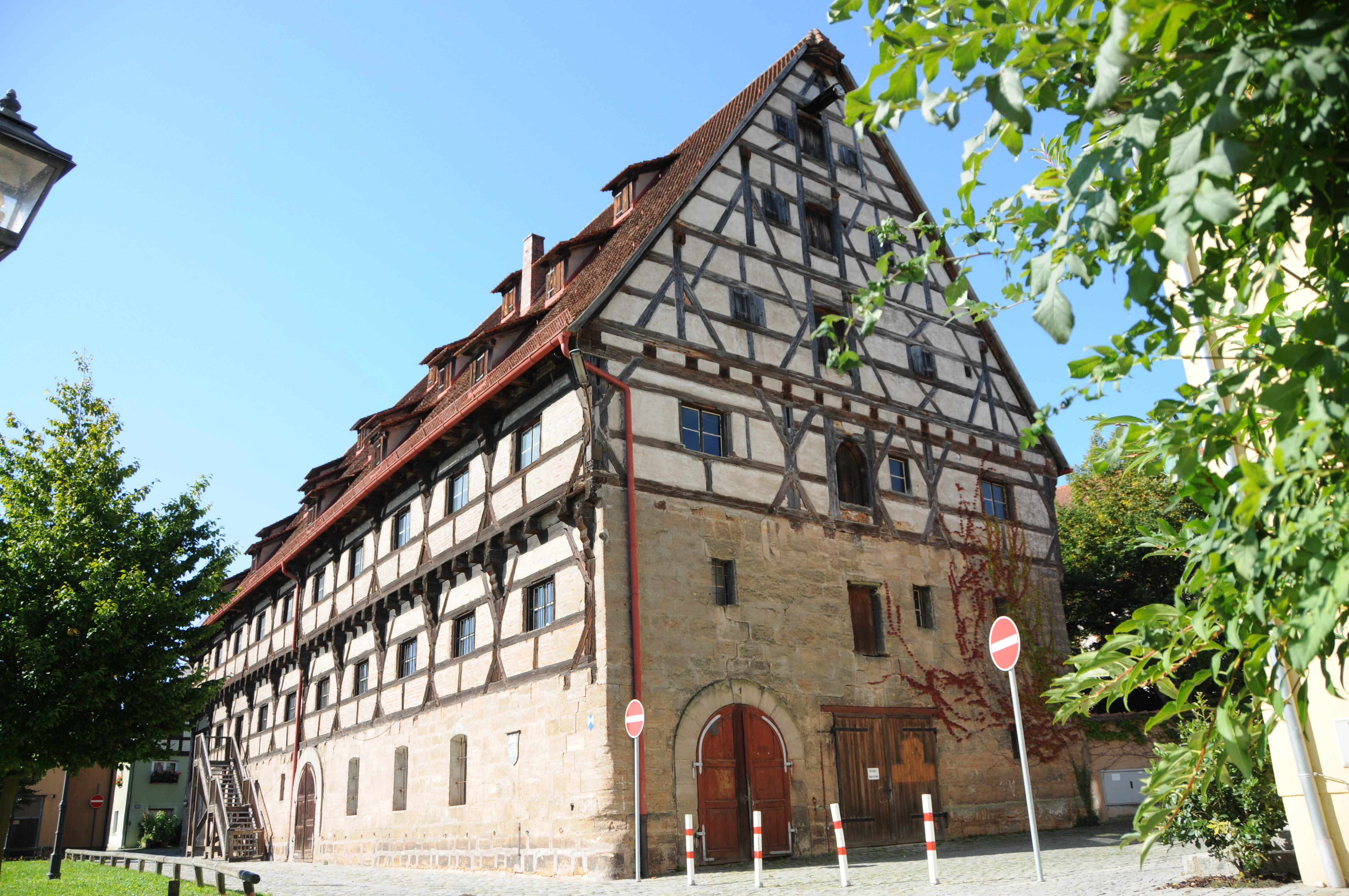
Kornhaus (15e eeuw)

Abenberg · Allersberg · Büchenbach · Georgensgmünd · Greding · Heideck · Hilpoltstein · Kammerstein · Rednitzhembach · Rohr · Roth · Röttenbach · Spalt · Schwanstetten · Thalmässing · Wendelstein